# Miguel Báez
Miguel Odalis Báez Camino (La Romana, 29 settembre 1983) è un calciatore dominicano, portiere del Moca.

## Carriera

### Club
Báez giocò con la maglia dei norvegesi del Kristiansund. Si trasferì poi a La Romana, per poi essere ingaggiato dai brasiliani dell'América-RJ. Vestì poi la casacca degli uruguaiani del Cerrito, prima di tornare in patria e militare nelle file del Barcelona Atlético. Nel 2011, è stato in forza all'Antigua Barracuda.

### Nazionale
Conta 7 presenze per la Repubblica Dominicana.